# Manuel Mindán Manero
Manuel Mindán Manero (Calanda, 1902 – Madrid, 19 settembre 2006) è stato un filosofo e presbitero spagnolo.

## Biografia
Dopo aver frequentato i seminari di Belchite e Saragozza, iniziò a studiare storia presso l'Università di Saragozza, dove fu studente di José Gaos. Nell'estate del 1940 ottenne la cattedra in filosofia e dopo aver trascorso un anno in Avila divenne professore emerito di filosofia presso l'Istituto Ramiro de Maeztu di Madrid.
Conseguì il dottorato in filosofia nel 1951 presso l'Università di Madrid. Fu segretario dell'Instituto Luis Vives de Filosofía del CSIC e direttore per 25 anni presso la Rivista di filosofia, dove pubblicò la maggior parte delle sue opere. Inoltre insegnò per 18 anni presso la Scuola di Ingegneria Civile.

## Opere

### Libri
- La persona humana. Aspectos filosófico, social y religioso (1962)
- Historia de la filosofía y de las ciencias (1964)
- Andrés Piquer, filosofía y medicina en la España del siglo XVIII (1991)
- Recuerdos de mi niñez (1992)
- Testigo de noventa años de historia. Conversaciones con un amigo en el último recodo del camino (1995)
- Conocimiento, verdad y libertad (1996)
- Historia del Instituto 'Ramiro de Maeztu' de Madrid (2001)
- Reflexiones sobre el hombre, la vida, el tiempo, el amor y la libertad (2002)
- Mi vida vista desde los cien años (2004)

### Articoli
- Los cursos de D. Manuel García Morente en la Universidad de Madrid (1933–1936)
- El esfuerzo hacia la Trascendencia (1942)
- Sobre un intento de noumenología (1944)
- La filosofía española en la primera mitad del siglo XVIII (1953)
- Existencia y carácter de la filosofía en España (1954)
- Filosofía y verdad (1955)
- La verdad, ideal supremo de San Agustín (1955)
- El movimiento filosófico de Gallarate y su XI Convenio (1955)
- La fenomenología: su función metodológica y sus posibilidades (1955)
- El fundamento de la conducta en el escepticismo griego (1956)
- Andrés Piquer y su contribución a la Historia de la Medicina (1956)
- La doctrina del conocimiento en Andrés Piquer (1956)
- Ortega y Gasset, o homen e o filosofo (1956)
- El último curso de Ortega en la Universidad de Madrid: Principios de Metafísica según la razón vital (1957)
- Implicación mutua de verdad y libertad (1958)
- El nivel humano del conocimiento (1958)
- La función de la forma en el conocimiento (1958)
- Los sentidos de la verdad (1958)
- Las corrientes filosóficas en la España del siglo XVIII (1959)
- La libertad en Sócrates y Platón (1960)
- La libertad en Aristóteles (1960)
- La libertad humana frente al conocimiento y a la acción divinas (1960)
- Aspectos religiosos de la libertad. La libertad de Dios (1960)
- Gracia y libertad (1960)
- La concepción física de Andrés Piquer (1964)
- Verdad y libertad (1968–1969)
- Cincuenta años de la Revista de Filosofía (1992)
- La enseñanza de Gaos en España (2001)
- El magisterio de José Gaos en España (2001)
- Recuerdos de José Gaos (2001)

### Traduzioni
- Reglas para la dirección del espíritu de Descartes (1935)
- Selección filosófica de Santo Tomás de Aquino (1942)

## Riconoscimenti
- Medaglia d'Oro al Merito (1983)
- Nomina del figlio della città di Calanda (1992)
- Croce di San Giorgio del Provincial de Teruel (1996)
- Medaglia al Merito Culturale Governo di Aragona (1996)
- Commendatore dell'Ordine Civile di Alfonso X il Saggio (1999)
- Medalla al Mérito en el Trabajo (2002)